# Georges Fulliquet

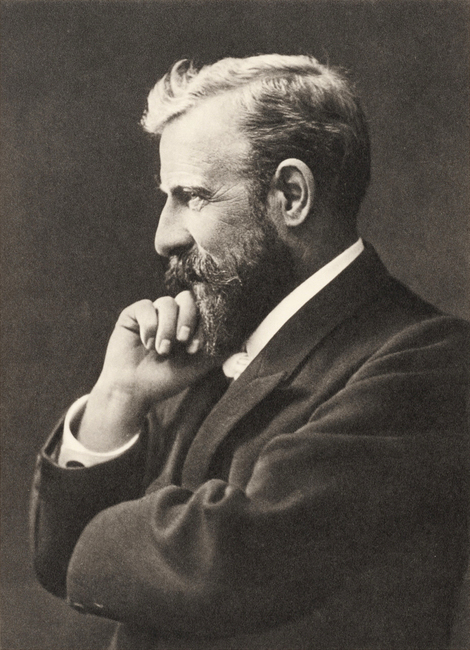
Georges Fulliquet

Jean Georges Fulliquet (* 14. Februar 1863 in Genf; † 17. November 1924 ebenda) war ein Schweizer evangelischer Geistlicher und Hochschullehrer.

## Leben

### Familie
Georges Fulliquet war der Sohn des Kaufmannsgehilfen Ami Herrmann Fulliquet (* um 1845; † unbekannt) und dessen Ehefrau Henriette Suzanne (geb. Goliasch) (* vor 1850; † unbekannt).
Er war seit dem 14. Juli 1921 mit der Krankenschwester Marie Louise Marguerite (* 2. Januar 1882; † unbekannt), Tochter des Bankiers André Bénédict Kuhne, verheiratet.

### Werdegang
Georges Fulliquet immatrikulierte sich 1883 an der Universität Genf, studierte zunächst Naturwissenschaften und promovierte mit seiner Schrift Recherches sur le cerveau du Protopterus annectens: dissertation présentée à la Faculté des sciences pour obtenir le grad de docteur. Im Anschluss begann er ein Theologiestudium in Genf, erhielt 1889 den Bachelier und schloss 1893 sein Studium ab mit der Lizentiatsarbeit La pensée religieuse dans le Nouveau Testament; 1890 erfolgte seine Ordination.
Von 1891 bis 1908 war er Pfarrer in Lyon, wo er seine Vorstellung von der sozialen Aufgabe der Kirche entwickelte; in dieser Zeit wurde er 1906 als Nachfolger des verstorbenen Gaston Frommel als Dogmatiker an die Universität Genf berufen. Von 1920 bis 1922 übte er das Amt des Rektors der Universität aus.
Auguste Lemaître, einer seiner Studenten, war sein späterer Nachfolger.

### Geistliches und berufliches Wirken
Der Interpretation der Bibel stand Georges Fulliquet kritisch gegenüber und predigte die Bekehrung. Er war ein gewandter Redner und ausserordentlicher Apologet, dem es geradezu ein Vergnügen bereitete, die Argumente des Atheismus zu entkräften. Er hing der Schule von Gaston Frommel und César Malan an, dem er 1902 überdies seine Untersuchung La pensée théologique de César Malan widmete. Er legte 1898 in seiner Publikation Essai sur l'obligation morale den Akzent auf das moralische Gewissen, das in seinen Augen die Existenz Gottes bewies.
Er publizierte unter anderem auch in der Buchreihe Bibliothèque de philosophie contemporaine.
Georges Fulliquet engagierte sich auch im Kampf des Hoffnungsbundes, und des daraus entstandenen Blauen Kreuzes der Abstinenzbewegung, gegen den Alkoholmissbrauch.

## Schriften (Auswahl)
- Recherches sur le cerveau du Protopterus annectens: dissertation présentée à la Faculté des sciences pour obtenir le grad de docteur. Genève: Imprimerie Charles Schuchardt, 1886.
- La justification par la foi. Éssai de psychologie chrétienne. Thèse pour obtenir le grade de bachelier. Genève: Imprimerie Charles Schuchardt, 1889.
- La pensée religieuse dans le Nouveau Testament. Paris: Librairie Fischbacher, 1893.
- Essai sur l'obligation morale. Paris: Alcan, 1898.
- Les expériences religieuses d'Israel. Paris: Fischbacher, 1901.
- L'existence de Dieu. Lyon A. Rey & Cie, 1901.
- La pensée théologique de César Malan. Genf 1902.
- Le miracle dans la Bible. Paris: Librairie Fischbacher, 1904.
- Les expériences du chrétien. Genève: Librairie Kundig; Paris: Librairie Fischbacher, 1908.
- Essai sur l'obligation morale. Paris, Félix Alcan, 1898.
- Le probleme de la souffrance: essai d'apologétique moderne. Geneve: Georg, 1909.
- Précis d'histoire des dogmes. Genève: Kündig; Paris: Fischbacher, 1913.
- La doctrine du second Adam: etude anthropologique et christologique. Geneve: Kundig; Paris: Fischbacher, 1915.
- Personnalité chrétienne et foi protestante: etudes publiées d'après le cours manuscrits de l'auteur par A. Lemaitre. Genève: Kundig, 1934.